# Kovarianzanalyse (Statistik)

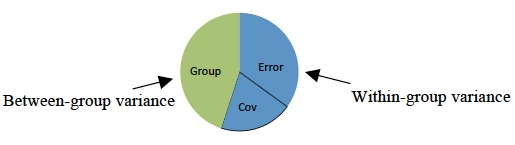
Der blaue Bereich wird nochmal unterteilt: in den wirklichen Fehler (error) und in einen durch Kovariaten erklärten Teil.

Die Kovarianzanalyse (englisch analysis of covariance, kurz ANCOVA), selten auch Mitstreuungszerlegung, ist ein statistisches Verfahren, das Varianzanalyse (ANOVA) und lineare Regressionsanalyse verbindet.
Ziel ist, die Auswirkung von Kovariaten bzw. Kovariablen, d. h. von nicht interessierenden unabhängigen Variablen, auf die abhängige Variable auszublenden (Reduktion des Rauschens) und so einen möglichen Effekt einer interessierenden unabhängigen Variable auf die abhängige Variable statistisch nachweisen zu können (Erhöhung der Trennschärfe).

## Voraussetzungen
Wie bei jedem statistischen Test müssen bei Verwendung der ANCOVA einige Voraussetzungen der Daten erfüllt sein, damit das Testresultat valide ist:
- wie bei der ANOVA wird vorausgesetzt, dass die Störgrößen normalverteilt und homoskedastisch sind.
- wie bei der linearen Regression wird vorausgesetzt, dass die abhängigen Variablen linear abhängig von den unabhängigen Variablen sind.

## Überlegungen zur Analyse der Trennschärfe
Einerseits wird durch die Kovarianzanalyse die Trennschärfe eines Tests zum Nachweis einer Abhängigkeit der abhängigen von der/den unabhängigen Variable(n) erhöht, da ein Teil der Varianz der Messwerte der abhängigen Variable durch die Kovariable korrigiert wird.
Andererseits wird jedoch die Anzahl der Freiheitsgrade reduziert. Bei Wahl einer Kovariable mit nur sehr geringem Einfluss auf die Varianz der abhängigen Variable reduziert dies die Trennschärfe des Tests.

## Einige Details
- Typischerweise werden Kovariablen in einem experimentellen Design berücksichtigt, um äußere Einflüsse weniger stark in die abhängige Variable einfließen zu lassen und so die Varianz der Messwerte zu reduzieren. Vor allem bei kleiner Stichprobengröße sowie gut ausgewählten und gut gemessenen Kovariaten kann die Sensitivität des statistischen Tests verbessert werden.
- Die Anzahl der Kovariaten sollte möglichst klein gehalten werden. Geschätzt sollte sie < (0.1 x Stichprobengröße) - (Anzahl Gruppen - 1) sein.

## Mögliche Probleme
- Wie bei allen statistischen Tests müssen die Daten vor Verwendung des Tests geprüft werden, ob sie die Voraussetzungen für eine korrekte Testdurchführung überhaupt erfüllen.
- Mit der Definition einer Kovariable kann nicht nur ein systematischer (Mess-)Fehler eines Experiments (Verzerrung) korrigiert werden, sondern ein solcher bei Wahl einer „falschen“ Variable als Kovariable auch eingeführt werden.
  - Im Rahmen von klinischen Studien sollte man aus diesem Grund auf eine Kovarianzanalyse verzichten. Mögliche äußere „Fehler“ lassen sich stattdessen durch Randomisierung zuverlässig eliminieren.
- Die Kovarianzanalyse sollte (wie alle statistischen Methoden) nicht ein letztes Rettungsmittel sein, um nach dem Experiment noch eine signifikante Aussage zu „erzwingen“. Wenn man von einer Kovariable ausgehen muss, dann soll diese schon beim Design des Experimentes definiert und im Protokoll festgehalten werden.